# Мачадо, Мануэль
Мануэль Мачадо (исп. Manuel Machado y Ruiz (29 августа 1874 года, Севилья, Испания — 19 января 1947 года, Мадрид) — испанский поэт, драматург и журналист. Член Королевской академии испанского языка (с 1938 г.). Брат испанского писателя и фольклориста А. Мачадо-и-Руиса. Один из представителей «поколения 98 года».

## Биография
Мануэль Мачадо родился 29 августа 1874 года в Севилье, Испания. Сын андалузского фольклориста, он стал широко известен благодаря своему поэтическому творчеству, вдохновленному испанским фольклором. Образование получил в Свободном институте просвещения Мадрида.
Совместно со своим братом написал несколько пьес в стихах.
В молодости Мачадо вел богемное существование, в 1898—1901 годах жил в Париже, работал переводчиком в издательстве Гарнье. Был участником испанского модернистского движения. Вернувшись в Испанию, развил интенсивную литературную деятельность, сотрудничал с недавно созданной газетой «ABC», с иллюстрированным журналом «Черное и белое».
После женитьбы в 1910 году на Эулалии Касерес Сьерра (Eulalia Cáceres Sierra), Мануэль Мачадо работал библиотекарем, журналистом. В годы первой мировой войны работал в испанской утренней газете «El Liberal». С середины двадцатых годов и до 1944 года работал директором Муниципального музея Мадрида. 11 февраля 1933 года с другими испанскими интеллектуалами основал Ассоциацию друзей Советского Союза. Однако в этом же году в статье мадридской газеты «El Liberal» Мануэль Мачадо определил свою позицию, как неприятие классового разделения на капиталистов и пролетариев. Ему были одинаково враждебны как фашизм, так и коммунизм.
В годы гражданской войны в Испании (1936—1939), Мануэль Мачадо поддерживал националистов, посвящал им хвалебные стихотворения («Меч Каудильо»), а его брат Антонио поддерживал республиканцев.

## Творчество
Первый сборник стихотворений «Душа» поэт Мануэль Мачадо опубликовал в 1902 году. За ним последовали сборники «Капричос» (1905), «Злая поэма» (1909), книга стихов по мотивам андалузского фольклора «Канте хондо» (1912) и др.
Темами стихотворений Мачадо были ‒ природа, смерть, искусство, религия и др. В 1926‒1933 годах в соавторстве с братом Мануэль Мачадо написал пьесы в стихах: «Хуан де Маньяра» (1927), «Олеандры» (1930) и другие.
На творчество Мануэля Мачадо, как представителя модернизма, оказало влияние творчество Р. Дарио, французская поэзия (школа «Парнас» и символизм): поэтические сборники «Душа» («Alma», 1902), «Капричос» («Caprichos», 1905), «Музей» («Museo», 1907), «Искусство умирать» («Ars moriendi», 1922) и др.

### Стихи
- Poesías completas, ed. de Antonio Fernández Ferrer, Sevilla: Renacimiento, 1993.
- Con Enrique Paradas, Tristes y alegres. Colección de poesías (1894)
- Con Enrique Paradas, & Versos (1895)
- Alma (poesías) (1902).
- Caprichos (1905 y 1908).
- Los cantares (1905).
- La Fiesta Nacional (1906).
- El mal poema (1909).
- Apolo. Teatro pictórico (1911).
- Trofeos (¿1911?)
- Cante hondo (1912 y 1916)
- Canciones y dedicatorias (1915)
- Sevilla y otros poemas (¿1918?)
- Ars moriendi (1921).
- Phoenix (1936).
- Horas de oro. Devocionario poético (1938).
- Poesía. Opera omnia Lyrica (1940).
- Cadencias de cadencias. Nuevas dedicatorias (1943).
- Horario. Poemas religiosos (1947).

### Пьесы
- Desdichas de la fortuna o Julianillo Valcárcel (1926).
- Juan de Mañara (1927).
- Las adelfas (1928).
- La Lola se va a los puertos (obra de teatro)|La Lola se va a los puertos (1929).
- La prima Fernanda (1931).
- La duquesa de Benamejí (1932).
- El hombre que murió en la guerra (1928).

### Романы
- Con José Luis Montoto de Sedas, Amor al vuelo (1904).
- El amor y la muerte (1913).

### Эссе
- La guerra literaria (1898—1914) (1914).
- Un año de teatro (1918).
- Día por día de mi calendario (Memorándum de la vida española de 1918) (1918).